# الوكالة الجزائرية للإشعاع الثقافي
الوكالة الجزائرية للتواصل الثقافي هي وكالة ثقافية كاملة الصلاحيات، تأسست في عام 2005 وحاصلة على وضع المؤسسة منذ عام 2008. كما توفر قيود الخدمة العامة نيابة عن الدولة.
تنظم الأحداث وتقدم الدعم لمشاريع الفنانين أو المؤسسات أو الجمعيات الثقافية، سواء من أجل الإبداع والترويج والنشر. على وجه الخصوص، يشجع الإنتاج المعاصر من قبل المبدعين والمؤلفين الجزائريين، في الجزائر وخارجها أيضا.
يشمل مجال عملها التراث والفنون المسرحية والموسيقى والفنون البصرية والسينما والأدب.

## الوكالة

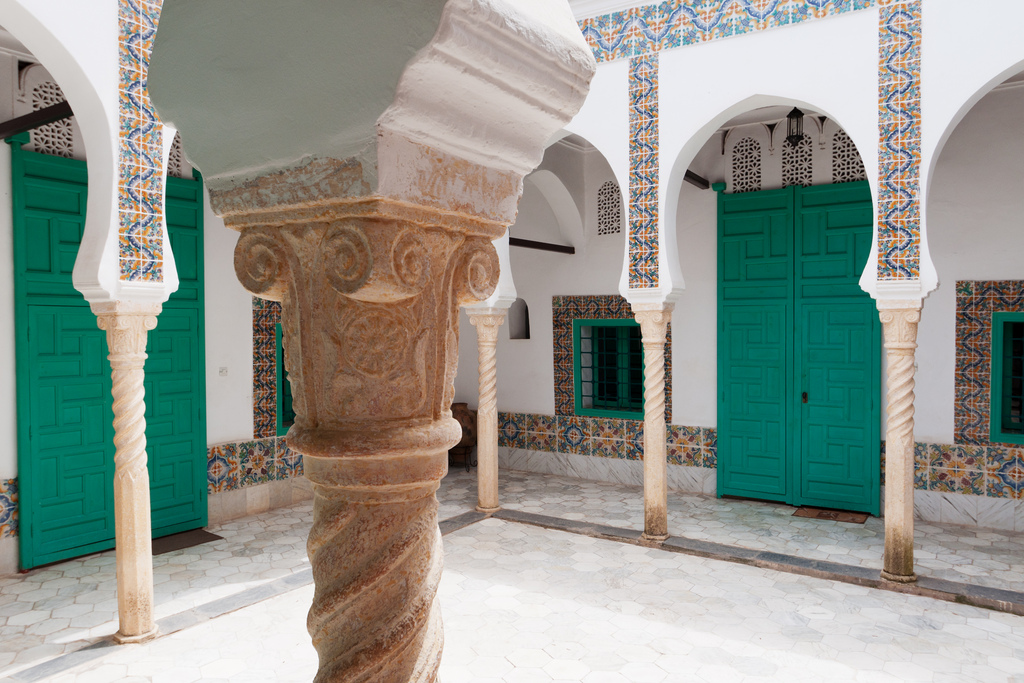
فيلا عبد الطيف ، مقر الوكالة الجزائرية للتواصل الثقافي.

مع إعانة سنوية تبلغ حوالي 23 مليار سنت سنويًا (باستثناء الدخل الخاص) وفريق شاب مدرب بشكل خاص من قبل مدرسة باريسية في الإدارة الثقافية، أصبح الوكالة اليوم أول رائد أعمال ثقافي في الجزائر.
لديها، منذ عام 2008، مقعدًا فيلا عبد الطيف، النصب التاريخي، الذي تم بناؤه من قبل أحد كبار سلطة الدايات في القرن الثامن عشر.
يوجد لدى الوكالة أيضًا مركز توثيق يضمه مركز رياض الفتح للفنون ومخصص أولاً وقبل كل شيء للفنانين والطلاب والصحفيين الثقافيين. تقدم مساحة العمل والمعلومات هذه توثيقًا متخصصًا لمختلف تخصصات الفن والثقافة.
من المقرر اندماج بين الوكالة ومكتب رياض الفتح، المؤسسة الأخرى التابعة لوزارة الثقافة، في بداية العام الدراسي 2016، بعد تقييد الميزانية، من أجل تقليل أكبر قدر ممكن تكاليف التشغيل.

## البعثات
- نشر الثقافة الجزائرية حول العالم : تنظم الوكالة وتشارك في تنظيم فعاليات ثقافية في الخارج للترويج للأعمال والفنانين من الجزائر في جميع التخصصات. تهتم بشكل خاص بتعريف التعبيرات المعاصرة المولودة في البلاد أو بين الهجرة الجزائرية . تشارك بانتظام في العديد من الأحداث الدولية : مهرجان كان السينمائي ، مهرجان أبو ظبي السينمائي، رسم الخرائط الذاتية في متحف الفن الحديث (نيويورك) ، بينالي داكار، يوم الجاز العالمي، مهرجان مونتريال العربي العالمي ، مهرجان أنغوليم كوميكس ، معرض وعروض في IMA ,[7]
- نرحب بالعمل من العالم إلى الجزائر : تستضيف الوكالة عروض وحفلات موسيقية ومعارض في العاصمة والمدن الأخرى في جميع أنحاء البلاد. يتخذ هذا الإجراء أيضًا شكل دورات أو أحداث دورية. تنظيمه منذ عام 2012 ويتكون من أفلام بانورامية سنوية متوسطية حديثة. تحقيقا لهذه الغاية، تحافظ الوكالة على علاقات التبادل والشراكة مع المؤسسات العامة واللاعبين في الصناعات الثقافية في جميع أنحاء العالم .
- يرافقه الإنتاج المشترك والدعم والترويج : بصفتها ممثلًا ثقافيًا، تعمل الوكالة في المنبع، وتقدم الدعم لإنشاء وإنتاج الأعمال الثقافية المختلفة. يؤدي هذا المكون أيضًا دورًا نشطًا كمنتج مشارك، خاصة في السينما حيث يشارك في تطوير الإنتاج الوطني. ساهمت، على سبيل المثال، في إنتاج أفلام خارجون عن القانون و Enemy Way و الوهراني والجزائر من السماء بالإضافة إلى الترويج لها خلال الأحداث الكبرى مثل جوائز الأوسكار في لوس أنجلوس أو مهرجان برلين السينمائي الدولي.

## الروابط الخارجية
- الموقع الرسمي للوكالة الجزائرية للإشعاع الثقافي